# 高木大介
高木 大介（たかぎ だいすけ、1978年9月17日 - ）は、日本のフリーアナウンサー。元テレビ愛知のアナウンサー。神奈川県横浜市青葉区出身。血液型A型。

## 来歴
早稲田大学高等学院、早稲田大学政治経済学部経済学科卒業。
大学卒業後、2001年にテレビ愛知に入社。
入社以来テレビ愛知のスポーツアナウンサーを務めており、同局の中日ドラゴンズ戦中継の実況を担当していた。また、2006年からはプロ野球のシーズン開幕前に、中日スポーツの紙面で在名民放各局代表のスポーツアナウンサーがドラゴンズについて語るという企画に参加していた。2007年の日本シリーズでは第5戦でドラゴンズ53年ぶりの日本一を中継したこともあり、落合博満監督の優勝インタビューを担当した。2010年10月30日の日本シリーズ第1戦では実況を担当した。これまでの中日ホームゲームの日本シリーズ中継はテレビ東京の主導だったため、高木はそれまでリポーターを務めていたが、この試合はローカル放送（テレビ大阪にもネット）だったために実況をすることができた。
2007年4月1日付で主任に昇格した。また、2008年12月公開の映画『トミカヒーロー レスキューフォース 爆裂MOVIE マッハトレインをレスキューせよ!』の同時上映作『爆走!トミカヒーローグランプリ』に出演した。
2016年7月をもってアナウンサー業務から外れる。
2022年2月、テレビ愛知を退社。関東地方に移りフリーアナウンサーとして主にスポーツ実況を行う。

## 人物
社外では東海ラジオアナウンサーの大澤広樹らと交友関係があり、彼らとともに撮った写真が在名他局のアナウンサーブログに掲載されることがある。

## 過去の担当番組
- テレビ愛知 10チャンナイター（実況・ベンチリポート担当）
- TVAニュースフラッシュ
- TXNニュース テレビ愛知ローカルパート
- みっちゃく☆（リポーター）
- オイシイ!とこドリ
- どらぐら（司会）
- KEIBAワンダーランド（実況担当）
- ニュース&ワイド マイユウ! （リポーター）
- 速ホゥ! テレビ愛知ローカルパート（リポーター）
- NEWS FINE アイ（リポーター）
- スポーツに夢中!!ユメスポ（リポーター）
- a-ha-N 年末スペシャル 〜ありがとう2009〜（実況担当）
- 3時のつボッ! （リポーター）
- NEWS FINE テレビ愛知ローカルパート（キャスター）
- トコトン!サタデー（「城のある街へ」担当）
- NEWSアンサー テレビ愛知ローカルパート（キャスター）

## 特別出演
- 爆走!トミカヒーローグランプリ（実況アナウンサー役）

## 主な実況歴
GIレース
- JBCスプリント（2005年）
- JBCクラシック（2005年）
- 阪神ジュベナイルフィリーズ（2005年）

その他
- 小倉大賞典（2010年）
- 中京記念（2009年, 2010年）
- ファルコンステークス（2006年～2010年）
- 中日新聞杯（2008年, 2009年）
- 愛知杯（2006年～2009年）
- CBC賞（2005年）